# الشاطئ الأبيض (شاطئ)

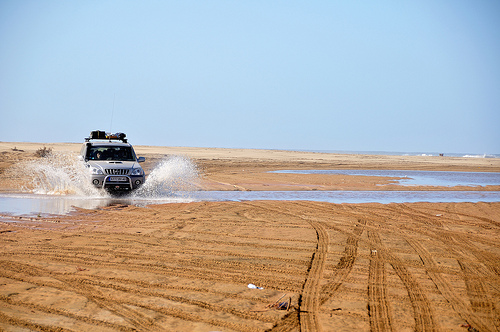

الشاطئ الأبيض هو الاسم الذي أعطاه ملاحون إسبانيون في شريط ساحلي طويل تقريبا 40 كم في جنوب المغرب على المحيط الأطلسي. ويقع الشاطئ الأبيض على بعد 60 كم من كلميم. 
في إطار مخطط المغرب الأزرق، سيتم بناء المنتجع الكبير من قبل المجموعة المصرية بيكالباتروس. وسيتم انتهاء الأشغال وافتتاح المنتجع في الفترة المقررة 2010-2011 ، مع بناء فندقين من 1200 غرفة ومركز للترفيه.

## روابط خارجية
- الشواطئ البيضاء الصحراء على على Monde.fr.